# Amblyjoppa forticornis
Amblyjoppa forticornis är en stekelart som först beskrevs av Cameron 1903.  Amblyjoppa forticornis ingår i släktet Amblyjoppa och familjen brokparasitsteklar.

## Underarter
Arten delas in i följande underarter:
- A. f. taichuensis
- A. f. maculifemorata